# Anaphes aries
Anaphes aries är en stekelart som beskrevs av Debauche 1948. Anaphes aries ingår i släktet Anaphes och familjen dvärgsteklar.
Artens utbredningsområde är:
- Belgien.
- Tyskland.
- Sverige.

Arten är reproducerande i Sverige. Inga underarter finns listade i Catalogue of Life.